# Landkreis Südliche Weinstraße
Landkreis Südliche Weinstraße is een Landkreis in de Duitse deelstaat Rijnland-Palts. De Landkreis telt 110.783 inwoners (31 december 2020) op een oppervlakte van 639,89 km². Het bestuur zetelt in de stad Landau in der Pfalz, die als kreisfreie Stadt zelf geen deel uitmaakt van de Landkreis.

## Bestuurlijke indeling
De Landkreis kent in totaal 75 gemeenten, verdeeld over 7 Verbandsgemeinden (bevolking per 31-12-2006).

### Verbandsgemeinden
De volgende Verbandsgemeinde met deelnemende gemeenten liggen in het district
 * = Bestuurscentrum van de Verbandsgemeinde
| 1. Verbandsgemeinde Annweiler am Trifels                                                                                       | 1. Verbandsgemeinde Annweiler am Trifels                                                                                        | 1. Verbandsgemeinde Annweiler am Trifels                                                                                           | 1. Verbandsgemeinde Annweiler am Trifels                                                                                        |
| --- | --- | --- | --- |
| - Albersweiler (2.002) - Annweiler am Trifels, stad * (7.090) - Dernbach (471) - Eußerthal (930)                               | - Gossersweiler-Stein (1.477) - Münchweiler am Klingbach (223) - Ramberg (1.025)                                                | - Rinnthal (692) - Silz (803) - Völkersweiler (641)                                                                                | - Waldhambach (348) - Waldrohrbach (410) - Wernersberg (1.167)                                                                  |
| 2. Verbandsgemeinde Bad Bergzabern                                                                                             | | | |
| - Bad Bergzabern, stad * (7.808) - Barbelroth (599) - Birkenhördt (708) - Böllenborn (269) - Dierbach (564) - Dörrenbach (956) | - Gleiszellen-Gleishorbach (801) - Hergersweiler (240) - Kapellen-Drusweiler (951) - Kapsweyer (1.050) - Klingenmünster (2.393) | - Niederhorbach (497) - Niederotterbach (332) - Oberhausen (421) - Oberotterbach (1.267) - Oberschlettenbach (131)                 | - Pleisweiler-Oberhofen (830) - Schweigen-Rechtenbach (1.482) - Schweighofen (558) - Steinfeld (1.932) - Vorderweidenthal (637) |
| 3. Verbandsgemeinde Edenkoben                                                                                                  | | | |
| - Altdorf (754) - Böbingen (663) - Burrweiler (853) - Edenkoben, stad * (6.699) - Edesheim (2.306)                             | - Flemlingen (401) - Freimersheim (Palts) (948) - Gleisweiler (582) - Gommersheim (1.381) - Großfischlingen (648)               | - Hainfeld (748) - Kirrweiler (Rijnland-Palts) (2.077) - Kleinfischlingen (293) - Maikammer (4.081) - Rhodt unter Rietburg (1.142) | - Roschbach (810) - Sankt Martin (1.869) - Venningen (956) - Weyher in der Pfalz (535)                                          |
| 4. Verbandsgemeinde Herxheim                                                                                                   | | | |
| - Herxheim bei Landau * (10.452)                                                                                               | - Herxheimweyher (490) | - Insheim (2.175) | - Rohrbach (1.632) |
| 5. Verbandsgemeinde Landau-Land (Bestuurscentrum te Landau in der Pfalz)                                                       | | | |
| - Billigheim-Ingenheim (3.899) - Birkweiler (702) - Böchingen (793) - Eschbach (696)                                           | - Frankweiler (923) - Göcklingen (947) - Heuchelheim-Klingen (908) - Ilbesheim bei Landau in der Pfalz (1.260)                  | - Impflingen (833) - Knöringen (476) - Leinsweiler (398)                                                                           | - Ranschbach (660) - Siebeldingen (1.023) - Walsheim (532)                                                                      |
| 6. Verbandsgemeinde Offenbach an der Queich                                                                                    | | | |
| - Bornheim (1.262) | - Essingen (2.046) | - Hochstadt (Rijnland-Palts) (2.487)                                                                                               | - Offenbach an der Queich * (6.166)                                                                                             |

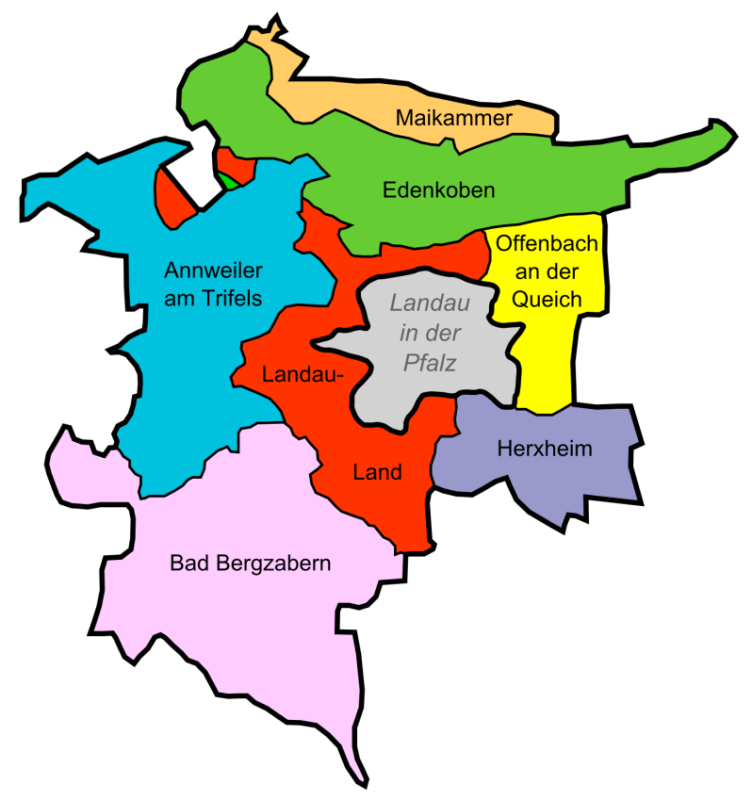
Verbandsgemeinden innerhalb des Landkreises

Het grondgebied van de kreisfreie stad Landau wordt volledig door het Landkreis Südliche Weinstraße omsloten.